# George Alexander Forsyth
Pour les articles homonymes, voir Forsyth.
George Alexander Forsyth (né le 7 novembre 1837 et mort le 12 septembre 1915) est un officier de la United States Army qui prit part aux guerres indiennes et combattit notamment les Cheyennes et Arapahos à la bataille de Beecher Island puis les Apaches durant les guerres apaches. Il est le frère de James William Forsyth et est enterré au cimetière national d'Arlington.

## Biographie
George Alexander Forsyth est né le 7 novembre 1837 à Muncy en Pennsylvanie. Il étudie à la Canandaigua Academy (en) de New York puis étudie le droit au Chicago Law Institute.
Lorsque éclate la guerre de Sécession en avril 1861, il s'engage dans les Chicago Dragoons puis devient premier lieutenant au sein du 8th Illinois Volunteer Cavalry en septembre 1861. Il participe à la campagne de la Péninsule en 1862 et à la bataille de Chancellorsville en 1863, puis à celle de Brandy Station au cours de laquelle il est sérieusement blessé. Il intègre le staff du major général Philip Sheridan au cours de ses campagnes de la vallée de Shenandoah en 1864-1865 avant d'être breveté brigadier général des volontaires.
Après la guerre, il rejoint l'armée régulière et est nommé major dans le 9e régiment de cavalerie (en) avec lequel il participe à différents affrontements des guerres indiennes, notamment la bataille de Beecher Island en septembre 1868 grâce à laquelle il obtient un brevet de brigadier général.
Il meurt à Rockport au Massachusetts le 12 septembre 1915 et est enterré au cimetière national d'Arlington.